# Iman Mobali
Iman Mobali (en persa: ایمان مبعلی‎; Izeh, Irán, 3 de noviembre de 1982) es un exfutbolista y entrenador de fútbol de Irán que jugaba en la posición de centrocampista. Actualmente es entrenador asistente del Foolad FC de la Iran Pro League.

## Carrera

### Club
| Periodo   | Club                         |
| --------- | ---------------------------- |
| 2000-2005 | Foolad FC                    |
| 2003      | → Nirouye Zamini FC (cedido) |
| 2005-2008 | Al-Shabab                    |
| 2008–2009 | Al Wasl FC                   |
| 2009–2010 | Al-Nasr SC                   |
| 2010–2011 | Esteghlal FC                 |
| 2011–2012 | Sharjah FC                   |
| 2012–2013 | Paykan FC                    |
| 2013–2014 | Esteghlal Khuzestan FC       |
| 2014      | → Esteghlal FC (cedido)      |
| 2014–2017 | Naft Tehran FC               |
| 2017–2018 | Foolad FC                    |
| 2018      | Esteghlal Khuzestan FC       |

### Selección nacional
Jugó para Irán en 60 ocasiones de 2001 a 2011 y anotó dos goles; ganó la medalla de oro en los Juegos Asiáticos de 2002 y participó en tres ediciones de la Copa Asiática.

## Logros

### Club
- Iran Pro League (1): 2004-05
- UAE Pro League (1): 2007-08
- Copa Hazfi (1): 2016-17

### Selección nacional
- Juegos Asiáticos (1): 2002
- Campeonato de la WAFF (1) : 2004

### Individual
- Líder en asistencia de la Iran Pro League (1): 2014–15

## Estadísticas

### Goles con selección nacional
| # | Fecha     | Sede                             | Rival    | Marcador | Resultado | Torneo                                   |
| - | --------- | -------------------------------- | -------- | -------- | --------- | ---------------------------------------- |
| 1 | 5-9-2003  | Azadi Stadium, Tehran            | Jordania | 2–1      | 4–1       | Clasificación para la Copa Asiática 2004 |
| 2 | 11-1-2011 | Ahmed bin Ali Stadium, Al Rayyan | Irak     | 2–1      | 2–1       | Copa Asiática 2011                       |